# Sinophorus relativus
Sinophorus relativus là một loài tò vò trong họ Ichneumonidae.